# Снігур Дарія Сергіївна
Да́рія Сергі́ївна Снігу́р (Київ, 27 березня 2002) — українська тенісистка, чемпіонка Вімблдону серед дівчат 2019 року.

## З життєпису
У 2017 році чемпіонки тенісних турнірів в групі юніорів Дарія Снігур і Марія Долженко підписали контракти з Міжнародною тенісною академією (МТА), створеною за підтримки народного депутата Ігоря Кононенка, відповідно до яких МТА має фінансувати тренування і виїзні турніри юних тенісисток до досягнення ними 18-річного віку.
На початку 2019 року дійшла до півфіналу Відкритого чемпіонату Австралії.
10 липня 2019 року у чвертьфіналі перемогла росіянку Поліну Кудерметову та вийшла до півфіналу юніорського Вімблдону.
12 липня 2019 року Снігур вийшла до фіналу юніорських змагань  Вімблдону.
13 липня 2019 року Снігур перемогла у фіналі змагань Великого шлему Алексу Ноель.

## Фінали юніорських змагань на турнірах Великого шлему

### Одиночний розряд: 1 титул
| Результат | Рік  | Турнір    | Поверхня | Супротивниця | Рахунок  |
| --------- | ---- | --------- | -------- | ------------ | -------- |
| Перемога  | 2019 | Wimbledon | Трава    | Алекса Ноель | 6–4, 6–4 |